# Adenauerallee 120/122 (Bonn)

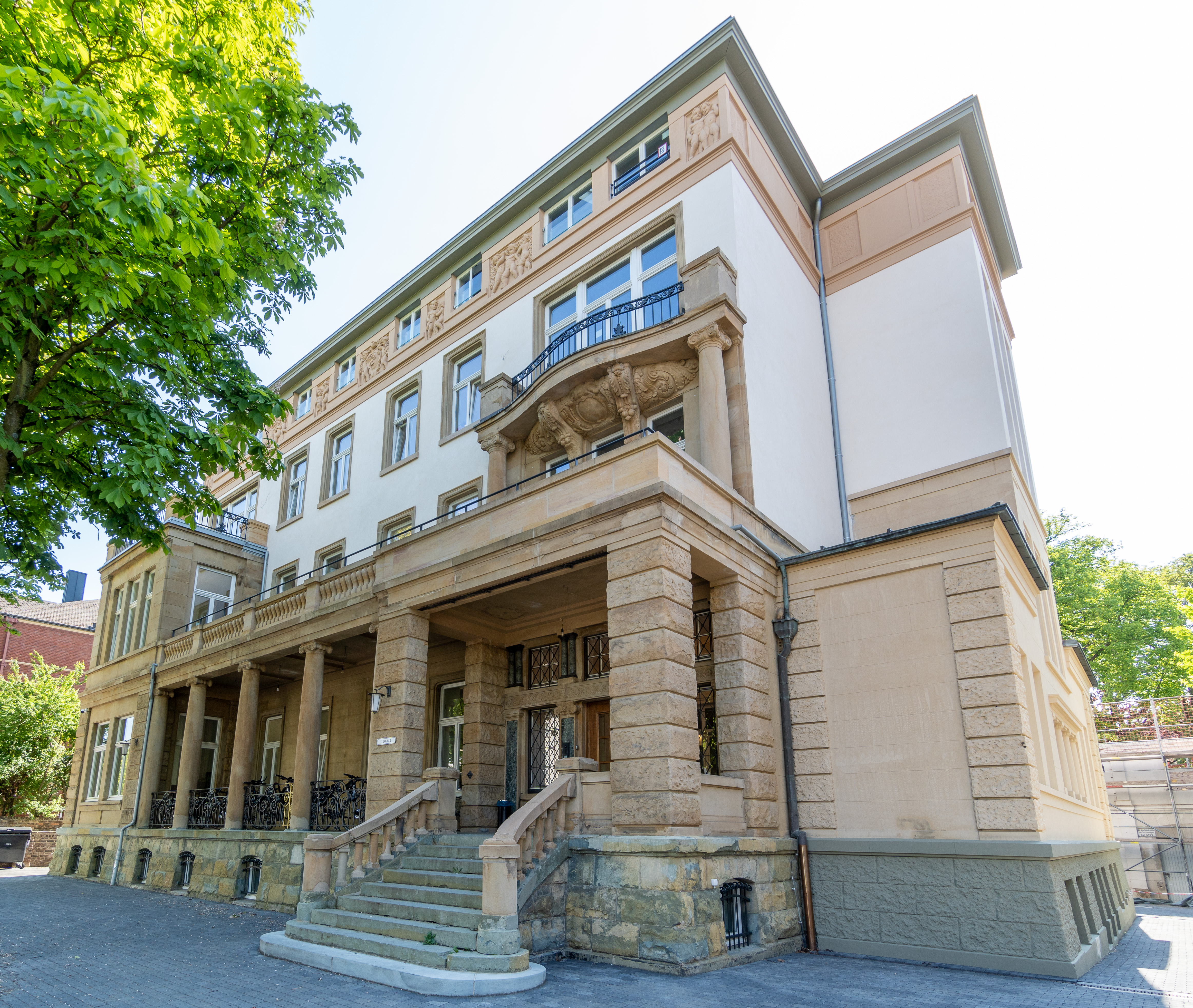
Villa Adenauerallee 120/122

Das Gebäude Adenauerallee 120/122 ist eine Villa im Bonner Ortsteil Gronau, die 1870 errichtet wurde. Sie liegt an der Westseite der Adenauerallee (Bundesstraße 9) am Rande der Südstadt. Die Villa steht als Baudenkmal unter Denkmalschutz.

## Geschichte
Die Villa entstand möglicherweise nach Plänen des Bonner Stadtbaumeisters Paul Richard Thomann. 1911 erfolgte ein Umbau durch den Regierungsbaumeister Heinrich Roettgen (1863–1932) für den Bauherrn Carl Garrè, Professor für Chirurgie an der Universität Bonn. Dabei wurden Terrassen in Stahlbetonkonstruktion, ein Balkon sowie Durchbrüche im Innern geschaffen. Aus dem Jahr 1911 datiert ein Bauantrag für ein Gewächshaus sowie aus dem Jahr 1912 ein weiterer
für Gartenpavillons mit Laubengang und Gartenanlage. Auf einen Bauantrag von Frau Garrè im Jahre 1938 hin wurde die Villa in ein Einfamilienhaus (Nr. 120) und ein Mehrfamilienhaus (Nr. 122) umgebaut.
Nachdem Bonn 1949 Regierungssitz der Bundesrepublik Deutschland wurde, sollte die – bis Anfang September 1949 noch beschlagnahmte – Villa zunächst Teile des Bundeskanzleramts aufnehmen. Mit den Planungen für den Umbau wurde der Architekt Hans Schwippert beauftragt. Stattdessen richtete das neu geschaffene Bundesministerium für Angelegenheiten des Bundesrates in dem Gebäude – nunmehr am Rande des neuen Parlaments- und Regierungsviertels gelegen – seinen Dienstsitz ein. Mit 8 Beamten und 18 Angestellten zu Beginn des Jahres 1950 handelte es sich um das kleinste Bundesministerium, aufgrund seiner geringen Größe konnte es die Villa zunächst auch mit zwei Mietparteien teilen. Die Umbaukosten für die Herrichtung zum Bundesministerium betrugen insgesamt 56.000 DM. Nach der Auflösung des Bundesministeriums im Jahre 1969 beherbergte die Liegenschaft unter anderem die Abteilung IV des Bundeskanzleramts sowie bis zuletzt die Protokollabteilung des gegenüberliegenden Auswärtigen Amtes. Als Folge der Verlegung des Regierungssitzes nach Berlin (1999) stand die Villa spätestens seit 2001 leer, bis 2003 die bis mindestens 2015 dort ansässige Örtliche Projektleitung Bonn-Süd des Bundesamts für Bauwesen und Raumordnung einzog. Seit 2021 dient die Villa als Hauptsitz des Unternehmens ScanBot SDK.

## Architektur
Die Villa ist ein dreigeschossiger, sechsachsiger Putzbau mit Mezzanin (Zwischengeschoss) auf hohem Sockel, die nach oben hin von einem flachen Walmdach abgeschlossen wird. Die Quaderung des Erdgeschosses sowie schmückende Architekturteile sind in Werkstein ausgeführt. Im Erdgeschoss und im zweiten Obergeschoss ist die Straßenseite an der linken Außenachse vorgezogen und besitzt in den restlichen Achsen eine Säulenloggia sowie einen auf dieser ruhenden Balkon. Das Mezzaningeschoss ist mit einem aus Flachreliefs zwischen den Fenstern bestehenden Fries ausgestattet, die Putti – darunter mittig einen mit Äskulapstab – zeigen. Zum Anwesen gehört eine parkartige Gartenanlage mit Remise und ehemaliger Kutscherwohnung.